# Liste bekannter Altamerikanisten
In dieser Liste werden Altamerikanisten gesammelt, die für dieses Fach habilitiert wurden, als Autoren relevant sind oder andere bedeutende Beiträge zur Altamerikanistik geleistet haben. Amateure, Autodidakten und andere für die Altamerikanistik bedeutende Personen, die jedoch nicht als Wissenschaftler angesehen werden können, stehen am Ende in einer gesonderten Liste.

## B
- Adolph Bandelier (Schweizer, 1840–1914)
- Heinrich Berlin (Deutscher, 1915–1988)
- Janet Catherine Berlo
- Carl Gustav Bernoulli (Schweizer, 1834–1878)
- Lewis Binford
- Elizabeth Hill Boone
- Theodoor de Booy (US-Amerikaner, 1882–1919)
- Daniel Garrison Brinton (US-Amerikaner, 1837–1899)

## C
- Alfonso Caso y Andrade (Mexikaner, 1896–1970)
- Christiane Clados (Deutsche, * 1957)
- Michael D. Coe (US-Amerikaner, 1929–2019)
- Richard Cooke (Großbritannien)
- Luther Sheeleigh Cressman (US-Amerikaner, 1897–1994)

## D
- Tom D.Dillehay (US-Amerikaner)

## G
- Jürgen Golte (Deutscher, 1943–2021)
- James B. Griffin
- Nikolai Grube (Deutscher, * 1962)

## H
- Richard D. Hansen (US-Amerikaner)
- Klaus Helfrich

## K
- Alfred Kidder (Amerikaner, 1885–1963)
- Viola König (Deutsche)
- George Kubler
- Ingrid Kummels (Deutsche, * 1956)

## L
- Leonardo López Luján (Mexikaner, * 1964)

## M
- Sylvanus Griswold Morley (US-Amerikaner, 1883–1948)

## N
- Karoline Noack
- Zelia Nuttall (US-Amerikaner, 1857–1933)

## P
- Hanns J. Prem (Deutscher, 1941–2014)
- Konrad Theodor Preuss
- Tatiana Avenirovna Proskouriakoff (Amerikanerin, 1909–1985)

## R
- Christian Rätsch (Deutscher, 1957–2022)
- Maria Reiche (Deutsch-Peruanerin, 1903–1998)
- Markus Reindel (Deutscher, * 1960)
- Johan Reinhard (US-Amerikaner, * 1943)
- Egon Renner (Deutscher, 1935–2019)
- Berthold Riese (Deutscher, * 1944)
- John Howland Rowe (US-Amerikaner, 1910–2004)

## S
- Linda Schele
- Ursula Schlenther (Deutsche, 1919–1979)
- Laurette Séjourné (Franco-Mexikanerin, 1914–2003)
- David Stuart (US-Amerikaner, * 1965)

## T
- Karl Taube
- Walter W. Taylor
- Ursula Thiemer-Sachse (Deutsche, * 1941)
- John Eric Sidney Thompson (Brite)

## U
- Max Uhle (Deutscher, 1856–1944)

## W
- Gordon Willey (US-Amerikaner, 1913–2002)
- Wolfgang W. Wurster (Deutscher, 1937–2003)

## Amateure, Autodidakten und Dilettanten
- Hiram Bingham III (US-Amerikaner, 1875–1956)
- Frans Blom (Däne, 1893–1963)
- Frederick Catherwood (Brite, 1799–1856)
- Wilhelm Gustav Dießl (Österreicher, 1931–2007)
- Thomas Gann (Brite, 1867–1938)
- Götz von Houwald (Deutscher, 1913–2001)
- Waldemar Julsrud (Deutscher, 1875–1964)
- Juri Walentinowitsch Knorosow (Russe, 1922–1999)
- Augustus Le Plongeon (Brite, 1826–1908)
- Teobert Maler (Deutsch-Österreicher, 1842–1917)
- John Lloyd Stephens (US-Amerikaner, 1805–1852)
- Johann Friedrich von Waldeck (Franzose, 1766–1875)